# Marco Pasiciel
Marco Pasiciel (* 26. Juli 1989 in München) ist ein ehemaliger deutscher Fußballspieler. 2011 beendete der defensive Mittelfeldspieler im Alter von 21 Jahren frühzeitig seine Karriere.

## Karriere
In seiner Jugend spielte Pasiciel zunächst beim TSV Ottobrunn, danach bei den C- und B-Junioren des FC Bayern München. 2006 wechselte er in die A-Jugend der SpVgg Unterhaching.
Bei der SpVgg schaffte er bald den Sprung in die zweite Mannschaft und wurde in der Saison 2007/08 in elf Partien der Oberliga Bayern eingesetzt. Am 26. Spieltag der Saison 2007/08 kam er gegen Wacker Burghausen (1:1) gar zu seinem Debüt in der ersten Mannschaft und zu seinem ersten Auftritt in der Regionalliga Süd. Nach der Qualifikation für die neugegründete 3. Liga erhielt Pasiciel zur Saison 2008/09 einen Profivertrag. In der folgenden Saison 2008/09 spielte er jedoch ausschließlich für die zweite Mannschaft in der nun viertklassigen Regionalliga und kam dort zu 19 Einsätzen ohne Torerfolg.
Im folgenden Jahr gehörte Pasiciel häufiger zum Kader der ersten Mannschaft und kam am 1. Spieltag der Saison 2009/10 zu seinen ersten Einsatz in der 3. Liga, dem im Saisonverlauf drei weitere folgten. Zudem spielte Pasiciel bei der 0:3-Niederlage seiner Mannschaft gegen Arminia Bielefeld in der ersten Runde des DFB-Pokals. Für die nun wieder in der Bayernliga spielende 2. Mannschaft war er darüber hinaus weiterhin eine wichtige Stütze. Zu Beginn der Saison 2010/11 gehörte er ebenfalls dem Profikader an und absolvierte am 4. Spieltag seine fünfte Partie in der 3. Liga. Im Laufe der Saison erlitt er jedoch eine Verletzung und wurde später von Trainer Klaus Augenthaler zurück in die zweite Mannschaft beordert, wo er Kapitän geworden war. Aufgrund der fehlenden Perspektive gab Pasiciel Ende März 2011 sein Karriereende bekannt, um sich einem Studium zu widmen.